# Moult
Moult é uma ex-comuna francesa na região administrativa da Normandia, no departamento de Calvados. Estendeu-se por uma área de 10,21 km². Em 2010 a comuna tinha 3 246 habitantes (densidade: 317,9 hab./km²).
Em 1 de janeiro de 2017 foi fundida com a comuna de Chicheboville para a criação da nova comuna de Moult-Chicheboville.